# Ignacio Flores
Juan Ignacio "Nacho" Flores Ocaranza (ur. 31 lipca 1953 w mieście Meksyk, zm. 11 sierpnia 2011 w Cuernavacy) – meksykański piłkarz występujący na pozycji prawego obrońcy, w późniejszym czasie trener. Był bratem Luisa Floresa, również piłkarza.

## Kariera klubowa
Flores wychowywał się w Malinche, jednak z dzielnic stołecznego miasta Meksyk w wielodzietnej rodzinie. Od dziecka pasjonował się futbolem i jako szesnastolatek wystąpił w młodzieżowym Torneo de los Barrios, na którym został zauważony przez wysłanników drużyny Club América i zaproszony na testy do tego zespołu, jednak odrzucił jego ofertę. Później przebywał również na próbnych treningach w CF Pachuca, jednak nie ostatecznie nie przeszedł do niego, gdyż klub ten właśnie spadł do drugiej ligi. W styczniu 1970 udał się na nabór do innego stołecznego zespołu, Cruz Azul, gdzie udanie przeszedł selekcję i dołączył do rezerw tej drużyny. Do seniorskiej ekipy został włączony jako siedemnastolatek przez szkoleniowca Raúla Cárdenasa i w meksykańskiej Primera División zadebiutował w sezonie 1971/1972, szybko zostając podstawowym zawodnikiem.
W Cruz Azul występował przez całą seniorską karierę, w latach siedemdziesiątych, współtworząc najlepszą drużynę w historii klubu, prowadzoną najpierw przez trenera Raúla Cárdenasa, a później Ignacio Trellesa. Jako kluczowy gracz ekipy pięciokrotnie zdobył mistrzostwo Meksyku (1972, 1973, 1974, 1979, 1980), trzykrotnie wicemistrzostwo (1981, 1987, 1989), w 1972 roku zdobył krajowy superpuchar – Campeón de Campeones, a także zajął drugie miejsce w turnieju Copa Interamericana, a w 1974 roku dotarł do finału pucharu kraju – Copa México. Barwy Cruz Azul reprezentował ogółem przez dziewiętnaście lat i jest uznawany za najlepszego prawego defensora w jego historii oraz jedną z największych klubowych legend, przez niemal całą karierę występując z numerem 2 na koszulce. Jego grę charakteryzowały częste włączania się do akcji ofensywnych drużyny oraz świetna technika indywidualna. Opisywany był jako wzór profesjonalizmu i ważna osobowość zespołu także poza boiskiem. Pożegnalny mecz rozegrał w wieku 36 lat na Estadio Azteca przeciwko Guadalajarze.
W 1990 roku ukończył kurs trenerski, który rozpoczął jeszcze przed zakończeniem kariery piłkarskiej. W późniejszym czasie pracował jako szkoleniowiec w akademii juniorskiej Cruz Azul, prowadził także drugoligowe rezerwy klubu – Cruz Azul Oaxaca. Przez kilkanaście miesięcy był także trenerem amatorskiego czwartoligowego klubu Frailes Homape, będącego filią Cruz Azul.

## Kariera reprezentacyjna
W reprezentacji Meksyku Flores zadebiutował za kadencji selekcjonera Ignacio Trellesa, 1 sierpnia 1975 w przegranym 2:3 meczu towarzyskim z RFN. W tym samym roku triumfował z drużyną narodową w towarzyskim turnieju Copa Ciudad de México. W 1978 roku został powołany przez szkoleniowca José Antonio Rocę na Mistrzostwa Świata w Argentynie. Tam wystąpił tylko w ostatnim spotkaniu, z Polską (1:3), a jego kadra po zanotowaniu kompletu trzech porażek odpadła z mundialu już w fazie grupowej. Później występował już wyłącznie w sparingach, a swój bilans reprezentacyjny zamknął ostatecznie na dwunastu spotkaniach, w których ani razu nie wpisał się na listę strzelców.
Został zastrzelony 11 sierpnia 2011 przez grupę nieznanych sprawców na stacji benzynowej w Chamilpa na trasie Meksyk – Cuernavaca, około północy, kiedy razem z trzema osobami (w tym ze swoją siostrą i bratem) jechał odwiedzić matkę. Zginął na miejscu; w jego ciele znaleziono 27 kul, natomiast pozostali pasażerowie zostali jedynie ranni i zdołali przeżyć.